# Carmeling Crisologo
Carmen "Carmeling" Pichay Crisologo (Manilla, 5 juni 1923 – 31 januari 2018) was een Filipijns politicus. Ze was van 1964 tot 1971 gouverneur van Ilocos Sur.

## Biografie
Carmeling Crisologo werd in 1964 gekozen tot gouverneur van de noordelijke Filipijnse provincie Ilocos Sur. Ze werd diverse malen herkozen tot ze in 1971 werd verslagen door haar neef Chavit Singson. In Ilocos Sur bestond in de jaren 60 en 70 een bloedige rivaliteit tussen de Singsons en de Crisologos om de politieke macht in Ilocos Sur. Lokale verkiezingen werden in die jaren ontsierd door fraude, geweld en intimidatie. De rivaliteit bereikte eind jaren 60, begin jaren 70 zijn hoogtepunt. Zo werden kort na de verkiezingen van 1969, in opdracht van Vincent Crisologo - een zoon van Carmeling - huizen van inwoners van Bantay in brand gestoken, omdat zij tegen Carmeling Crisologo hadden gestemd. Vincent en zijn handlangers werden hiervoor later berecht en veroordeeld.
Carmeling Crisologo was tot diens dood in 1970 getrouwd met Floro Crisologo. Samen kregen ze acht kinderen. Ze stierf in 2018 op 94-jarige leeftijd.